# Rivière Faucher
Rivière Faucher är ett vattendrag i Kanada.   Det ligger i provinsen Québec, i den sydöstra delen av landet, 300 km norr om huvudstaden Ottawa. Rivière Faucher ligger vid sjöarna  Lac Faucher och Lac Jaux.
I omgivningarna runt Rivière Faucher växer i huvudsak blandskog. Trakten runt Rivière Faucher är nära nog obefolkad, med mindre än två invånare per kvadratkilometer.